# 傅锐
傅锐（1940年—），汉族，中华人民共和国政治人物、第十一届全国政协委员。彭真张洁清之子。加入中国共产党，担任中国核工业集团公司顾问、原副总经理、党组成员。2008年，当选第十一届全国政协委员，代表科学技术界，分入第三十组。